# Biotit
Biotitul (Mica cu magneziu și fier, Mica neagră): din anul 1999 este considerat de International Mineralogical Association (IMA) ca un amestec de minerale de annit și phlogopit.

## Descriere
Biotitul cristalizează în sistemul monoclinic, având formula chimică generală: K(Mg,Fe2+,Mn2+)3 [(OH,F)2|(Al,Fe3+, Ti3+)Si3O10], reprezentat prin cristale translucide până la opace, cu o strălucire metalică sidefie.
Mineralul a fost descoperit de Jean Baptiste Biot (1774-1862), care recunoaște diferența dintre muscovit (Mica albă) și biotit.

## Răspândire
Biotitul se formează în rocile magmatice și metamorfice. Sub acțiunea factorilor externi, alcătuiește forme noi ca: hydrobiotit (vermiculit), katzengold și clorit.
Mineralul a fost găsit în lacul Laacher See (Germania), Besnes (Franța), Ontario (Canada), Evje (Norvegia), Uluguru Mountain (Tanzania).

## Utilizare
Nu poate fi folosit ca material de construcție, datorită clivajului accentuat, care permite pătrunderea apei prin fisurile mineralului, ceea ce produce în granitul bogat în biotit apariția unor pete galbene. Biotitul, împreună cu muscovitul (mica albă) este folosit în cosmetică, fiind apreciat luciul sidefiu-perlat.

## Literatură
- Edition Dörfler: Mineralien Enzyklopädie, Nebel Verlag, ISBN 3-89555-076-0